# 山中哲男
山中 哲男（やまなか てつお、1982年7月17日 - ）は、日本の実業家。企業の新規事業、自治体や省庁のプロジェクト、スタートアップ育成を手掛ける事業開発の専門家。株式会社トイトマ代表取締役社長。
その他にヒューマンライフコード株式会社、株式会社ダイブ、株式会社ミナデイン、株式会社バルニバービで社外取締役を務める。

## 経歴
1982年、兵庫生まれ。兵庫県立加古川南高等学校卒業を経て、2001年に株式会社赤堀製作所入社。学生時代の経験からコンサルティング業界への転職活動を試みるがうまくいかず、専門性や得意領域がなかったことが問題だと思い至り、自らビジネスを経験するため起業を決意する。飲食店にはビジネスの基礎が詰まっていると考え、2003年に炭火ゆるりを開業する。
2008年、株式会社インプレス（現：トイトマ）を創業し、事業開発支援などを始める。ハワイで日本企業の海外進出支援などを行うようになり、丸亀製麺の海外1号店であるワイキキ店出店を支援した。トリドールホールディングス創業者である粟田貴也が山中に依頼した理由として「お互いビジネスを初めたのも出身地も同じ加古川市という縁もあって」と語っている。
事業が順調に進むさなか、自身が29歳のときに母の24時間看病が必要になり、海外の事業を譲渡した。30歳の時に母が亡くなると、日本国内で企業の新規事業開発や既存事業の戦略立案など事業開発支援を再開した。
2019年、株式会社クラフィットをNECキャピタルソリューションと創業し、代表取締役社長に就任。
2025年の大阪・関西万博では、経済産業省、内閣官房、日本国際博覧会協会と連携し事業化支援を行うプロジェクトを発足し、サブリーダーとして参画した。
地方創生分野では、北大阪急行線の延伸に伴い開業された箕面船場阪大前駅の施設企画の立案や淡路島西海岸側のエリア開発の立ち上げにも携わっている。
他に、経済産業省特許庁I-OPEN有識者委員を務める。「iU 情報経営イノベーション専門職大学」超客員教授。

## 著書
- 『「あったらいいな」を実現するビジネスのつくり方』パブラボ出版 2014年5月  単行本 202ページ ISBN 4434190067, 978-4434190063
- 『立上力』 パブラボ出版 2015年6月 単行本 240ページ ISBN 4434198904, 978-4434198908
- 『相談する力――一人の限界を超えるビジネススキル』 海士の風出版 2024年1月 単行本 208ページ ISBN 4909934049, 978-4909934048